# 1976년 동계 올림픽 안도라 선수단
1976년 동계 올림픽 안도라 선수단은 오스트리아 인스브루크에서 개최된 1976년 동계 올림픽에 참가한 올림픽 안도라 선수단이다.

## 참고 자료
- (영어) 올림픽 공식 보고서 보관됨 2012-02-04 - 웨이백 머신
- (영어) “Andorra at the 1976 Innsbruck Winter Games”. SR/Olympic Sports. 2012년 12월 15일에 원본 문서에서 보존된 문서. 2011년 10월 7일에 확인함.